# ブルゴワン＝ジャイユー
ブルゴワン＝ジャイユー （Bourgoin-Jallieu）は、フランス、オーヴェルニュ＝ローヌ＝アルプ地域圏、イゼール県のコミューン。

## 地理
リヨン中心部から約42km、グルノーブルから約70km離れている。

## 交通
- 道路 - A43、A48
- 鉄道 - TERリヨン＝グルノーブル線またはサンタンドレ・ル・ガズ＝シャンベリー路線、ブルゴワン駅
- 空港 - リヨン・サンテグジュペリ空港、グルノーブル・イゼール空港（英語版）が近い

## 歴史
5世紀から8世紀にブルグント族とフランク族の支配を受けた後、ブルゴワンはブルグント王国に従属した。12世紀からの封建時代には、ブルゴワンはラ・トゥール・デュ・パン領主に支配された（1282年にラ・トゥール・デュ・パン領はドーフィネに併合される）。ブルゴワンと向かい合うモーベックは、ドーファンの対抗勢力となるサヴォワ家が台頭する時代に重要な男爵領であった。1298年にヴィエノワのドーファン、ユベール1世（fr）によって憲章が授けられると、ブルゴワンの都市成長が強まった。まちはヴィエノワ地方において代官が派遣される中心地となり、ドーフィネに7つあった代官区のうち最も裕福となった。
2世紀の間、下ドーフィネにあるこの代官区は繁栄した。高温多湿な地域で栽培されるアマが導入されると、ブルゴワンとジャイユーで最初の繊維産業が生まれた。ブールブル川から引かれたムテュリエ運河が、領主の所有であるデルフィナル水車を動かした。
1450年、深刻な打撃がまちの経済に与えられた。当時のドーファンであるルイ2世（のちのルイ11世）が代官区をブルゴワンからヴィエンヌへ移管したのである。16世紀、社会不安と略奪を伴うユグノー戦争は、この地域において破壊的であった。1628年と1643年に発生したペスト流行は人口を激減させた。1637年、1653年、1673年には大規模な洪水にみまわれた。
16世紀、ポーランドの選挙王であったアンリ（のちのアンリ3世）は急逝した兄の王位を継承すべく帰国し、ブルゴワンに滞在した。当時のブルゴワンはサヴォワ公国との国境の町であった。かれはシャンパールという場所で母カトリーヌ・ド・メディシスを迎えている。1584年に出された特許状により、5月1日と9月29日に大きな市を開くことが許可された。これらが繁栄の復活の原因となり、道路輸送と地元の商業が発展した。1620年のブルゴワンは、グルノーブル＝リヨン間を走る馬を宿場として所有していた。
ムテュリエ運河は改修され拡張し、多くの製粉工場や麻加工場にエネルギーを生み出した。ウルスラ会修道女による最初の女子校が開設された。18世紀初頭のブルゴワンは、古い市壁の外に市街を拡張していった。1740年代、グルノーブルにつながる新道の建設に伴い、リヨン、シャンベリー、イタリアへの十字路として状況が強化された。この高速道路の建設は、都市化の前触れだった。噴水のある公共広場がつくられ、油性ランプによる街灯が設置された。1787年、ルイ・ペルゴーによる最初の織物工場の設置は、産業革命の始まりとなった。フランス革命の結果、ブルゴワンの一部であったジャイユー教区が分離し、コミューンとなった。
19世紀のブルゴワンでは、中世以来の痕跡が消されていった。まちを取り巻く壁が消滅し、新たな建物が市街に建てられた。1858年にはリヨンとグルノーブルとを往来する鉄道路線が敷かれた。同時にムテュリエ運河沿いで産業が発展していった。
1965年のコミューン選挙戦において、ブルゴワンとジャイユーの再合併が争点となった。1967年1月1日、2つのコミューンは176年ぶりに再合併した。

## 人口統計
| 1962年 | 1968年 | 1975年 | 1982年 | 1990年 | 1999年 | 2006年 |
| ------ | ------ | ------ | ------ | ------ | ------ | ------ |
| 9 240  | 19 941 | 21 971 | 22 550 | 22 392 | 22 947 | 23 659 |

source = Ehess et INSEE

## 出身者
- ジュリアン・ボネール - ラグビー選手
- アレクサンドル・デュムラン - ラグビー選手
- ケビン・モネ＝パケ - サッカー選手
- アミーヌ・グイリ - サッカー選手
- ブライム・アスロウム - ボクサー
- カリム・ベノーイ - 格闘家
- ヴィクトル・シャルトン - 画家

## 姉妹都市
- フェルセン、オランダ[3]
- ベルギッシュ・グラートバッハ、ドイツ
- レーハウ、ドイツ
- 呉江市、中国
- コンセーリチェ、イタリア
- ダンスタブル、イギリス
- イスタンブール、トルコ